# Kobayashi Yusuke
Yusuke Kobayashi (sinh ngày 16 tháng 10 năm 1983) là một cầu thủ bóng đá người Nhật Bản.

## Sự nghiệp câu lạc bộ
Yusuke Kobayashi đã từng chơi cho Fagiano Okayama.